# ال پولو لوکو
ال پولو لوکو (انگلیسی: El Pollo Loco) شرکت رستوران‌های زنجیره‌ای آمریکایی است، که در سال ۱۹۷۴ تأسیس شد.